# Туигг, Эмма
Э́мма Туи́гг (англ. Emma Twigg; род. 1 марта 1987, Нейпир) — новозеландская гребчиха, выступающая за сборную Новой Зеландии по академической гребле с 2003 года. Чемпионка олимпийских игр 2020 в Токио. Чемпионка мира, многократная победительница этапов Кубка мира, участница трёх летних Олимпийских игр.

## Биография
Эмма Туигг родилась 1 марта 1987 года в городе Нейпир, Новая Зеландия.
Заниматься академической греблей начала в 2001 году, проходила подготовку в гребном клубе Hawkes Bay Rowing Club в Клайве.
Впервые заявила о себе в гребле на международной арене в сезоне 2003 года, став шестой в восьмёрках на юниорском мировом первенстве в Афинах. Год спустя на аналогичных соревнованиях в Баньолесе в той же дисциплине была девятой. Ещё через год в женских парных одиночках одержала победу на чемпионате мира среди юниоров в Бранденбурге и заняла четвёртое место на молодёжном чемпионате мира в Амстердаме.
Начиная с 2006 года выступала на взрослом уровне в основном составе новозеландской национальной сборной, в частности в этом сезоне в восьмёрках стартовала на двух этапах Кубка мира и на взрослом чемпионате мира в Итоне, где со своей командой показала седьмой результат.
В 2007 году перешла в одиночки, выиграв молодёжное мировое первенство в Глазго и став шестой на взрослом мировом первенстве в Мюнхене.
В 2008 году стала бронзовой призёркой на двух этапах Кубка мира и благодаря череде удачных выступлений удостоилась права защищать честь страны на летних Олимпийских играх в Пекине — в программе одиночек сумела квалифицироваться лишь в утешительный финал В и расположилась в итоговом протоколе соревнований на девятой строке.
В 2009 году в одиночках выиграла серебряные медали на двух этапах Кубка мира, тогда как на чемпионате мира в Познани была четвёртой.
В 2010 году получила серебряную награду на этапе Кубка мира в Бледе, побывала на мировом первенстве в Карапиро, откуда привезла награду бронзового достоинства.
В 2011 году одержала победу на этапе Кубка мира в Люцерне, взяла бронзу на чемпионате мира в Бледе.
Находясь в числе лидеров гребной команды Новой Зеландии, благополучно прошла отбор на Олимпийские игры 2012 года в Лондоне — на сей раз в одиночках заняла четвёртое место.
После лондонской Олимпиады Туигг осталась в составе новозеландской национальной сборной на ещё один олимпийский цикл и продолжила принимать участие в крупнейших международных регатах. Так, в 2013 году в одиночках она победила на этапе Кубка мира в Итоне и выиграла серебряную медаль на мировом первенстве в Чхунджу.
В 2014 году была лучшей на этапах Кубка мира в Сиднее, Эгбелете и Люцерне, а также на чемпионате мира в Амстердаме.
Сезон 2015 года пропустила, сосредоточившись на получении степени магистра в университете, но в 2016 году вернулась в греблю и победила на Европейской и финальной олимпийской квалификационной регате FISA в Люцерне — тем самым отобралась на Олимпийские игры в Рио-де-Жанейро — здесь в одиночках вновь стала четвёртой.
После Олимпиады в Рио Туигг сделала ещё один перерыв в своей спортивной карьере, работала в это время в Международном олимпийском комитете (МОК) в Швейцарии. Её возвращение состоялось в 2019 году — последовали победы на этапах Кубка мира в Познани и Роттердаме, второе место на чемпионате мира в Линце.